# Торе Волута ди Фраса (Козенца)
Торе Волута ди Фраса је насеље у Италији у округу Козенца, региону Калабрија.
Према процени из 2011. у насељу је живело 42 становника. Насеље се налази на надморској висини од 14 м.